# Инфодемија
Инфодемија је термин који се користи за означавање превелике количине нетачних информација објављених о пандемији или  учестало  ширења лажних обмањујућих вести и теорија завере везаних за обољење које је изазвало пандемију. Да би се проценило да ли је дато понашање деловало обмањујуће, треба узети у обзир све околности, као што су стање знања особе која прима информацију или њен узраст.
Широм света, с почетка 2020-их година  медицински радници и пацијенти суочавају се са истовремено са две пандемије: пандемијом ковиида 19 и са инфодемијом — првом изазваном висусом САРС-КоВ-2, а другом изазвану дезинформацијама, обманама и преувеличавањем.
Светска здравствена организација све више упозорава на инфодемију, познату и као праксу која се састоји од ширења лажних вести о пандемији и повећања панике у друштвима. 
Светска здравствена организација се позива на концепт који се јавља паралелно са пандемијом коронавируса: „инфодемија“ као превелику количину  информација у неким случајевима тачних, у другим случајевима нетачних иако људима није било тешко да пронађу поуздане изворе и поуздане смернице када им затребају,
Уопштено говорећи, подаци који се дистрибуирају у инфодемији  имају тенденцију да буду лажни, што поткопава поуздане изворе информација који настоје да понуде релевантне инпуте о одређеној теми. Дезинформације настаје као резултат убрзаног ширења података од стране медија слободном приступу као друштвеним мрежама . Непостојање филтера истинитости на овим платформама доводи до дезинформација неискусне јавности.  Непостојање филтера истине на овим платформама доводи до дезинформација неискусне јавности.
Инфодемија се може ширити грешкама, дезинформацијама и гласинама током ванредне здравствене ситуације, што може отежати ефикасно реаговање и створити конфузију и неповерење међу људима.  У случају епидемија које се брзо развијају, брзина ширења информација је изузетно брза, посебно утолико што је то универзална тема. У неким случајевима, информације које се шире су намерно погрешне. Међутим, у другим случајевима, циркулацију раније пријављених лажних тврдњи могу из добрих намера ширити људи који немају изворе или ресурсе за проверу валидности информација.
Како наводи СЗО, избијање ковида19 и одговарајући одговор били су праћени масовном инфодемијом, односно превеликом количином информација – у неким случајевима тачних, у другим не – што отежава људима да пронађу изворе. .поуздано и поуздано упутство када им затреба. Термин инфодемија се односи на велико повећање обима информација у вези са одређеном темом, које може постати експоненцијално у кратком периоду због специфичног инцидента као што је тренутна пандемија. У овој ситуацији на сцени се појављују дезинформације и гласине, уз манипулацију информацијама са сумњивим намерама. У информатичком добу, овај феномен се појачава друштвеним медијима, јер се шири  далеко и брзо, попут вируса.

## Истраживања
Многи центри у свету за јавну политику који прате социјалне промене и бројне медије открили су  да су милиони људи током 2020. и 2021. године били изложени бројном обмањујућем материјалу и дезинформацијама које наводе:
- да је вирус САРС-КоВ-2 превара,
- да медицински стручњаци преувеличавају његову озбиљност и обим његовог ширења,
- да су медиицинске маске неефикасне или де повећавају ризик од инфекције,
- да вакцине против ковид 19 изазивају болест, јер мењају ДНК примаоца или укључују уређаје за праћење.

Веровање  у такве тврдње, код дела становништва наилази на плодно тло, јере је повезано са мањом вероватноћом упуштања у превентивно понашање и мањом спремношћу да се становништво вакцинише из бројних разлога.

## Синоними
Уједињене нације и Светска здравствена организација почеле су да користе термин „инфодемија“ током пандемије ковида 19 већ 31. марта 2020. године. Сродни термин „дезиндемија“ (који се односи на кампање дезинформисања у пандемији ковида 19) користи УНЕСKO.

## Превенција
Верује се да преплитање ширења вируса и дезинформација и обмана захтевају приступ супротстављању обманама и заблудама који су паралелни епидемиолошким моделима фокусирањем на три елемента контроле инфодемије: 
- надзор  у реалном времену,
- тачну  дијагнозу и
- брзу реакцију.

### Надзор  у реалном времену
Првa методе инфодемијског надзора би могле бити ојачане да функционишу слично координисаним системима надзора над синдромом. Системи за надзор инфодемије могли би да се активирају као одговор на статистичка одступања од основних стопа дезинформација или других емпиријски дефинисаних прагова или маркера, као што је када преваленција или постављање дезинформација на познатом тлу сугерише вероватноћу ширења заразе. 
Да је праћење инфодемије било на правом месту и у право време месту, могло би да се спречи догађај „суперширења“ који је почео 12. октобра 2020. године, када је, у погрешном читању извештаја Центра за контролу и превенцију болести (ЦДЦ), када је конзервативни онлајн часопис који понекад цитира десничарски радио и кабловске емитере, известио је да маске и штитници за лице нису ефикасни у спречавању ширења ковида19. Да је обмањујући чланак испољио утицај само на неке од од 4 милиона гледалаца, показало је следеће вечеа када да је 85% људи који су били заражени ковидом 19 у јулу 2020. године носиоло маску. Суперширење дезинформација је ескалирало када је председник Доналд Трамп поновио исту погрешну карактеризацију пред више од 13 милиона гледалаца, када је из градске већнице 15. октобра ову вест пренела национална телевизија. Да би се зауставиле такве каскаде дезинформација, осетљиви системи надзора морали су да се активирају у тачки преокрета инфодемијске криве, пре него што опасне дезинформације постану вирусне. Фино подешен систем би осигурао да одговор не дође прерано, чиме би се ризиковао привлачење пажње на дезинформације, или прекасно, након што обмане и заблуде завладају. 
Будући да се лажи шире брже од тачних информација и да огромна количина обмана и дезинформација кружи друштвеним медијима, компаније попут Фејсбука могле би истраживачима да обезбеде приступ агрегираним и деидентификованим подацима о ширењу дезинформација, као што су научници тражили.  Недостатак приступа таквим подацима је еквивалентан скоро потпуном замрачењу епидемиолошких података из епицентра болести.

### Тачна дијагноза
Друга методе инфодемијског надзора, као што клиничари уводе је систем класификације у дијагностичким процесима, у којима научници настоје да одговоре на низ фундаменталних питања када се сусрећу са новим заразним болестима. 
Центар за јавну политику Аненберг  анализира је дезинформације и обмане у категорије које су паралелне са овим питањима: 
- порекло,

- постојање и вируленција,

- преношење,

- дијагноза и праћење,

- превенција,

- превентивне интервенције и интервенције лечења и

- вакцинација.

На пример,  таксономија дезинформација у вези са ношењем маски, која је категорисана као превенција, обухвата пет врста дезинформација: 
- изобличења научних открића,

- тврдње да ефикасност маски није доказана,

- тврдње да су маске неефикасне,

- сугестије да се маскама повећавају здравствени ризици и

- теорије завере о маскама (видитабела ).

Познавање врсте дезинформација које круже омогућава нам да развијемо стратегије за заштиту публике од обмана или заблуда и, када је потребно, да применимо систем брзог реаговања како бисмо оповргли и избацили нетачне тврдње пре него што се он масовно појаве. Студије показују да ако се дезинформацијама  не супротстави одмах оне могу претворити у дугорочно памћење.

## Брза реакција
Трећа мера је брза реакција, која се у епидемиолошком моделу,   састоји од обуздавања и лечења оболелих од стране медицинског особља. Такозвани инфодемиолози могу да се супротставе дезинформацијама у традиционалним медијским изворима и на мрежи користећи методе засноване на доказима, укључујући емпатичко ангажовање, мотивационо интервјуисање,  коришћење поузданих извора и упаривање побијања са алтернативна објашњења. Ослањајући се на обавештајне податке прикупљене из система за надзор и идентификацију, инфодемиолози могу да вакцинишу људе против опасних обмана.
На пример, било је предвидљиво да ће противници вакцинације погрешно приписати случајне смрти, као што је смрт бејзбол легенде Хенка Арона, примању вакцине. Инфодемиолог би могао да разоткрије ову заблуду у игри са наративом о неком кога су познавали ко је умро непосредно пре њихове заказане вакцине. Или нпр. предвиђајући неповерење у владу и систем здравствене заштите у заједницама са другом бојом коже, инфодемиолог би могао да укаже на  чланаке попут овог „60 црних здравствених стручњака позива црне Американце да се вакцинишу“ објављеном у Њујорк тајмсу или до есеја у коме црна докторка, описује зашто је одлучила  да добије вакцину против ковида19.

## Епилог
Примарна публика за убеђивање у обмане и дезинформације у време пандемије заразних болести не укључује људе који поричу да постоји ковид 19  или се одлучно противе вакцинацији — докази сугеришу да људе са чврстим уверењима није лако убедити — већ људе који су подложни дезинформацијама и оклевају да буду вакцинисани. Баш као што социолози сарађују са локалним стручњацима и заједницама, инфодемиолози би требало да буду промотери вакцина у заједници и да буду партнери са специјализованим друштвима које би могла да промовишу поруке о вакцинама. Добра обука инфодемиоло и примена ефикасних метода комуникације минимизира вероватноћу да ће инфодемиолози ненамерно повећати неодлучност у вези са вакцином, јер информације иду у оба смера.
Друштвене детерминанте здравља и индивидуалног понашања доприносе варијацијама у ризику од заразних болести на нивоу заједнице. Слично, информационо окружење људи, психологија (нпр  избегавање неизвесности) и навике конзумирања информација доприносе њиховој подложности сумњивом садржају. Као резултат тога, вероватноћа прихватања обмана и дезинформација варира. Наведени елементи модела ће бити ефикаснији за људе који су заинтригирани дезинформацијама, али још нису под њиховим ропством, него за предане аколите затворене у ехо коморама. Али снага модела, попут епидемиологије, јесте у препознавању да ефикасна превенција и одговор захтевају узајамно појачавајуће интервенције на свим нивоима друштва, укључујући побољшање алгоритамске транспарентности друштвених медија, јачање норми на нивоу заједнице.